# Ostryopsis davidiana
Ostryopsis davidiana là một loài thực vật có hoa trong họ Betulaceae. Loài này được Decne. mô tả khoa học đầu tiên năm 1873.